# Lâu đài Radziejowice
Lâu đài Radziejowice là một khu dân cư phức hộp cổ điển bao quanh bởi một công viên, nằm ở làng Radziejowice, Żyrardów Powiat, Masovian Voivodeship ở Ba Lan. Từ năm 1965, khu phức hợp đã thực hiện chức năng của một trung tâm văn hóa, bao gồm cả trình làng mỹ thuật. Cung điện có một bảo tàng và một không gian triển lãm.

## Lịch sử

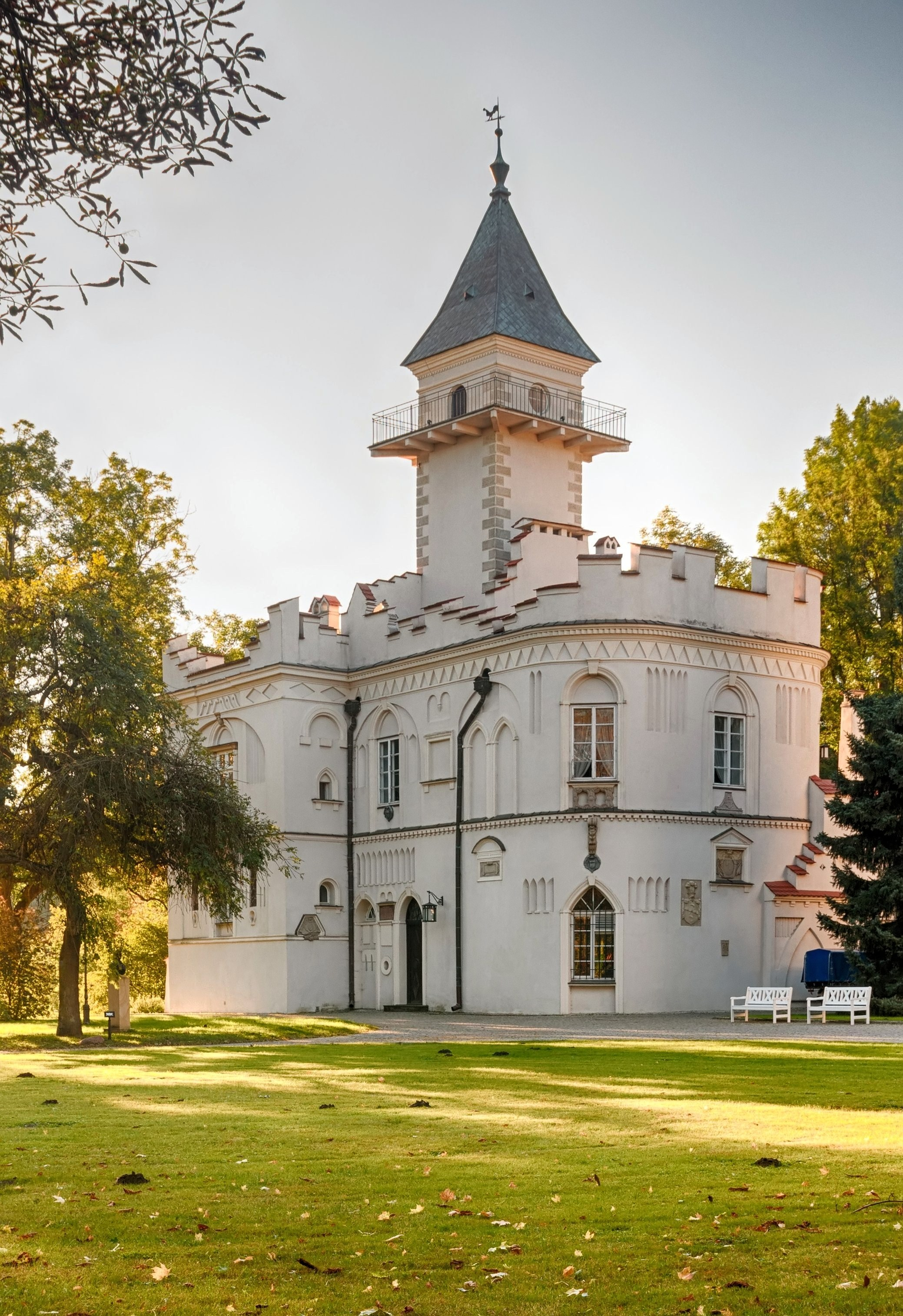
Lâu đài Radziejowice Neo-Gothic

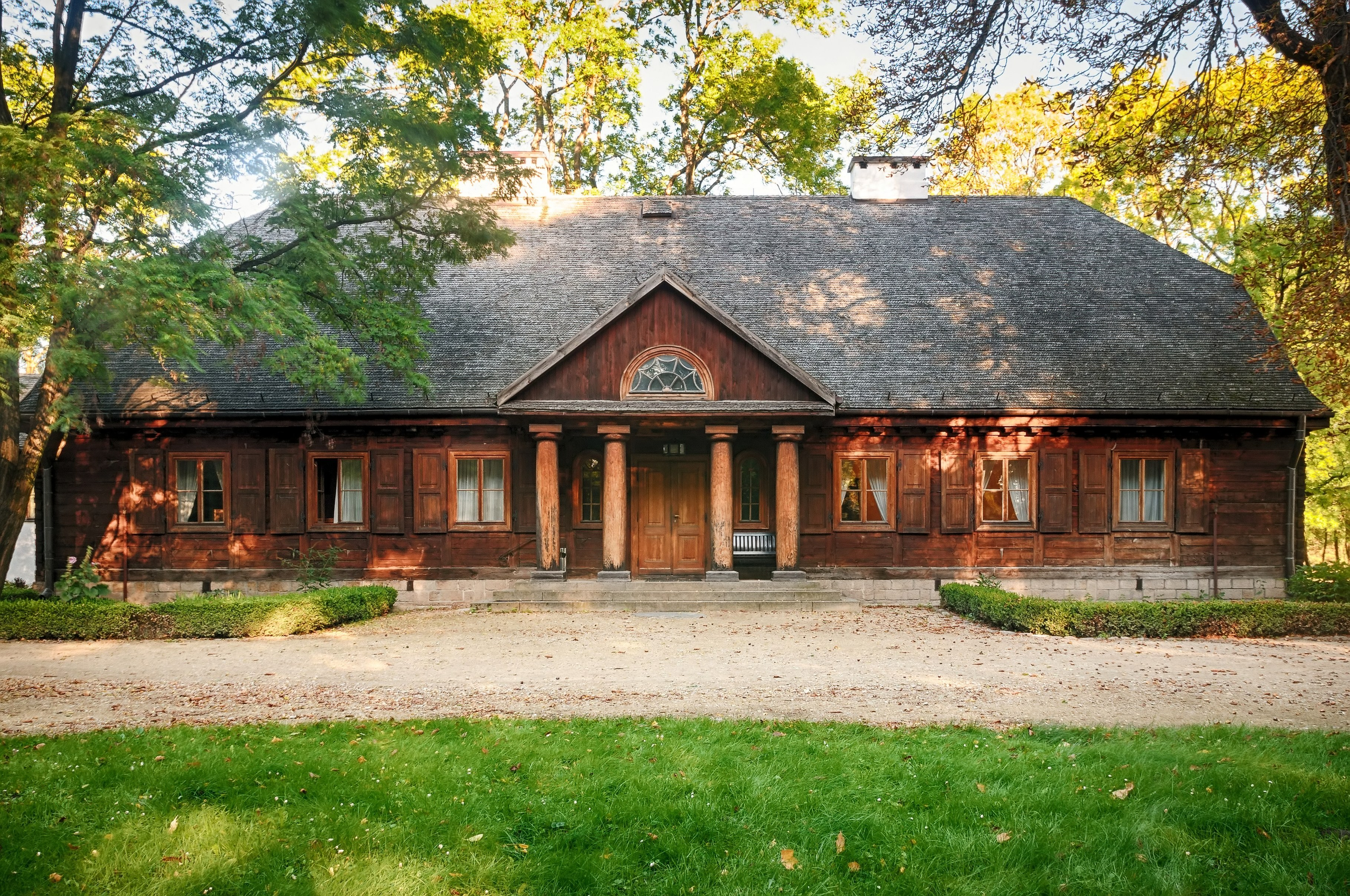
Trang viên trong khu phức hợp lâu đài Radziejowice

Vị trí của cung điện đã là nơi cư trú của gia đình Radziejowski vào thế kỷ 15. Trong thế kỷ 17, cung điện, sau nhiều lần mở rộng và hiện đại hóa, đã mang phong cách kiến trúc Gothic, cũng như các tòa nhà khác trong khu phức hợp. Trong thời kỳ vĩ đại nhất của khu phức hợp, cung điện là nơi ở của nhiều vị vua thuộc Khối thịnh vượng chung Ba Lan - Litva như Zygmund III Waza, Władysław IV và Jan III Sobieski.
Diện mạo hiện tại của khu phức hợp xuất phát từ thời điểm giao giữa thế kỷ 18 và 19, sau khi tái thiết khu phức hợp, được thiết kế và bởi Jakub Kubicki của Kazimierz. Việc mở rộng khu phức hợp sau đó được tiếp tục bởi Józef Wawrzyniec Krasniński, người đã xây dựng công viên cảnh quan xung quanh và lâu đài Neo-Gothic nhỏ. Trong những thập kỷ tiếp theo, gia đình Radziejowski đã được viếng thăm bởi những nhà hoạt động văn hóa như Juliusz Kossak, Henryk Sienkiewicz, Lucjan Rydel, Jarosław Iwaszkiewicz, Józef Chełmoński và Stanisław Masłowski.
Lâu đài và khu phức hợp đã bị tàn phá trong Thế chiến II, nhưng Bộ Văn hóa và Di sản Quốc gia đã khôi phục hoàn toàn địa điểm này bởi vẻ đẹp của nó. Hiện tại, lâu đài và khu phức hợp được viếng thăm bởi các nhà văn, nhà biên kịch, diễn viên, nhà làm phim, nhạc sĩ và nghệ sĩ thị giác. Trong số những du khách đáng chú ý có Jerzy Waldorff.